# カフワ・アラビーヤ

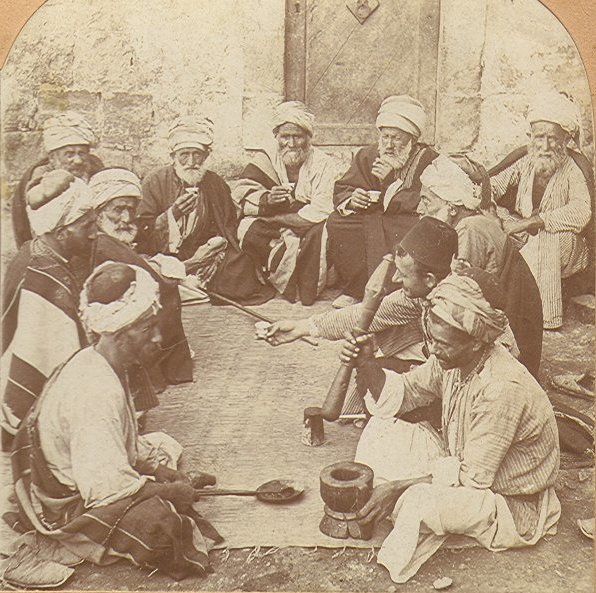
パレスティナでのコーヒータイム

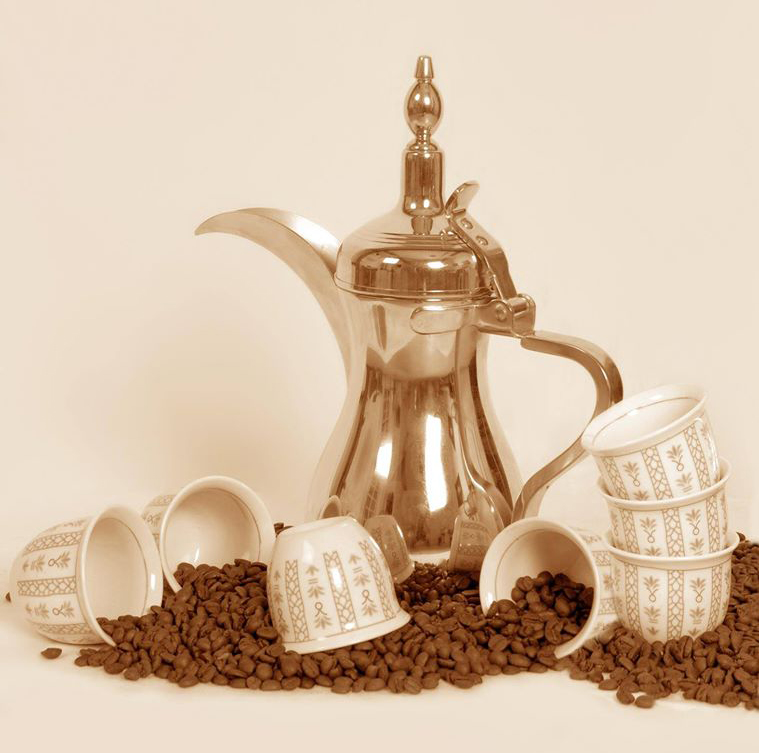
伝統的なコーヒー用ポットダッラ。カップは取っ手が無いものでフィンジャーンないしはフィンジャールなどと呼ばれる。

カフワ・アラビーヤ (アラビア語フスハー：قهوة عربية qahwah ʿarabiyyah、英語: Arabic coffee) は、アラブ諸国で飲まれているコーヒーの総称。レバノンでは qahwi カフウィ、エジプトではʿahwah アフワと称する。日本や英語圏では「アラビアコーヒー」や「アラビックコーヒー」などとも呼ばれる。

## 概要
入れ方はトルココーヒーと同じく、粉に挽いたコーヒー豆をイブリーク（إبريق）と呼ばれる取っ手のついた小さな鍋に入れ、水を注いで、何度か沸騰を繰り返した後小さなカップに入れて飲む。イブリークという名前はアラビア語フスハーのibrīq イブリークに由来し、もともと細口のポットを意味する。アラビア語では、エジプト等：kanaka カナカ、レバノン：raqwi ラクウィと呼ばれている。
カフェ（フスハー：مقهى maqhā マクハー、エジプト口語：カフワ又はカハーウィ）で飲む他、家庭で飲む場合は、飲む都度コーヒー豆を煎って挽くこともある。とくにベドウィンにはこのような習慣が残っている。スーダンでは、コーヒー豆を煎ってからコーヒーをいれるまでの手順の美しさが喜ばれる。
砂糖を入れ、カルダモンで風味をつけることが多い。イエメンでは、コーヒー豆の果肉と内果皮のみを煎ったカフワ・キシュリーヤと呼ばれるコーヒーも飲まれている。
お茶請けとして、ナツメヤシの実デーツなどの果物、菓子と一緒に饗される。

## 歴史
飲用されていたとされる証拠として、15世紀のイエメンにあるスーフィー派の寺院に記録があり、夜の祈りで目を覚ますために用いられたとされる。
1511年に、メッカの宗教裁判でコーヒーの効用から禁止され、メッカ事件などが起きた。しかし、この裁定は1524年にオスマントルコのスルタン、スレイマン1世の命令により撤回された。その後もさまざまな場所で禁止と撤回のいざこざが起きた。
2015年、ベドウィンの来訪者に対してアラビアコーヒーを振る舞う行為（ホスピタリティ）が、「Arabic coffee, a symbol of generosity（アラビアコーヒー、寛容さの象徴）」として、アラブ首長国連邦・サウジアラビア・オマーン・カタールの共同申請によりユネスコの無形文化遺産に登録された。